# 안드레아 라차리
안드레아 라자리(이탈리아어: Andrea Lazzari, 1984년 12월 3일, 이탈리아 베르가모 ~ )는 이탈리아의 축구 선수로 현재 FC 비고르 세니갈리아에서 뛰고 있다.